# Hrvatski Leskovac
Hrvatski Leskovac je naselje u sastavu Grada Zagreba i dio je gradske četvrti Novi Zagreb – zapad.

## Stanovništvo
Prema popisu stanovništva iz 2001. godine, naselje je imalo 2453 stanovnika te 740 obiteljskih kućanstava.

Prema popisu stanovništva 2011. godine naselje je imalo 2687 stanovnika.
| broj stanovnika |       |       |       | 49    | 27    | 22    | 71    | 49    | 419   | 554   | 944   | 1147  | 1643  | 1836  | 2453  | 2687  | 2659  |
|                 | 1857. | 1869. | 1880. | 1890. | 1900. | 1910. | 1921. | 1931. | 1948. | 1953. | 1961. | 1971. | 1981. | 1991. | 2001. | 2011. | 2021. |

## Udruge
- Udruga Građana, koja se zalaže za osnovna infrastrukturna sredstva za normalno funkcioniranje naselja. Pod osnovnim prioritetom rada Udruge nalazila se i izgradnja Osnovne škole, jer su djeca iz naselja pohađala u tri smjene školu do 4 razreda u prostorima vrtića, a nakon 4 razreda školu u Brezovici ili Lučkom. 2019. godine Osnovna škola u Hrvatskom Leskovcu je izgrađena i sada djeca idu u školu u svom naselju.[7]

## Kultura
- Ansambl "MI Tamburica", tamburaški orkestar i zbor sakralne i ozbiljne glazbe. Svoje djelovanje bilježe već 35 godina i okupljaju veliki broj članova različitih generacija.
- Dom Hrvatski Leskovac, gradski prostor u kojem se organiziraju različita događanja uključivo i kazališne predstave.

## Šport
- NK Hrvatski Leskovac, nogometni klub